# Постольников, Григорий Николаевич
Григорий Николаевич Постольников (1923 год, Ташкент, Туркестанская АССР, СССР (ныне Узбекистан) — 23.1.1944,д. Мелехово, Новосокольнический район, Калининская область, РСФСР, СССР (ныне Горожанская волость, Новосокольнический район, Псковская область, Россия) — участник Великой Отечественной войны, разведчик 15-й гвардейский отдельной разведроты 8-й гвардейской стрелковой дивизии (22-я армия, 2-й Прибалтийский фронт), гвардии рядовой. Закрыл своим телом амбразуру пулемёта.

## Биография
Родился в 1923 году в Ташкенте. Воспитывался в Гурьевском детском доме.
В марте 1942 года Гурьевским РВК призван в действующую армию, c 20 декабря 1942 года на передовой в должности автоматчика отдельного батальона автоматчиков в составе 154-й морской стрелковой бригады (в марте 1943 года преобразованной в 15-ю гвардейскую морскую стрелковую бригаду). Воевал под Сталинградом в течение месяца, с 18 февраля 1943 года бригада была переброшена на Калининский фронт.
Отличился летом 1943 года в районе реки Ловать. В ночь с 20 на 21 июля 1943 года, участвуя в разведке, по своей инициативе заменил раненого командира отделения, и несмотря на обнаружение группы, подобрался к траншеям противника и забросал их гранатами, за что был награждён медалью «За отвагу». Затем был дважды тяжело ранен, после излечения с 15 декабря 1943 года попал в 15-ю гвардейскую разведроту 8-й гвардейской стрелковой дивизии.
В январе 1944 года 8-я гвардейская стрелковая дивизия участвовала в тяжелейших боях по прорыву обороны противника севернее Новосокольников. 23 января 1944 года роте была поставлена задача занять деревню Мелехово и удерживать её до подхода основных сил. В ходе боя снова заменил выбывшего командира отделения. Рота сумела выбить противника из двух домов, но дальнейшему продвижению мешал пулемёт. Тогда гвардии рядовой Постольников взял две гранаты и начал скрытно подбираться к пулемётной точке. Однако после разрывов гранат пулемёт продолжал работать, и гвардии рядовой Постольников закрыл амбразуру своим телом.
Похоронен на дивизионном кладбище в семи километрах северо-восточнее Насвы, в послевоенное время перезахоронен на мемориальном кладбище в деревне Монаково.
Был представлен к званию Героя Советского Союза, представление было поддержано вплоть до Военного совета 22-й армии, но по каким-то причинам осталось не подписанным командующим фронтом генералом армии Ерёменко. Был посмертно награждён орденом Отечественной войны 1-й степени.